# Liste der nicaraguanischen Botschafter in Deutschland
Zu den Gesandten Nicaraguas Anfang des 20. Jahrhunderts gehörten Rubén Darío in Madrid und Paris sowie Carlos von Matzenauer (* 1851; † 1907) in Wien.
Der Sitz der Gesandtschaft war:
- 1939: Hotel Esplanade (Berlin)
- 1957: Karl-Finkelnburg-Str. 40, Bad Godesberg
- 1958: Ennertstraße 8, Bad Godesberg
- 1978: Konstantinstraße 41, Bad Godesberg
- 1980  Puschkinstr. 49, Berlin
- 1995: Joachim-Karnatz-Allee 45, Berlin

| Ernennung Akkreditierung | Name                           | Bemerkungen                                                       | ernannt von                                  | akkreditiert bei der Regierung | Amtsbezirk                    | Posten verlassen |
| ------------------------ | ------------------------------ | ----------------------------------------------------------------- | -------------------------------------------- | ------------------------------ | ----------------------------- | ---------------- |
| 1907                     | Johannes Pein                  | Generalkonsul                                                     | José Santos Zelaya                           | Wilhelm II.                    | Potsdam und Berlin            |                  |
| 1908                     | Generalkonsul                  | José Santos Zelaya                                                | Mecklenburg / Neustrelitz                    | Wilhelm II.                    |                               |                  |
| 1939                     | Tomas Francisco Medina         | Gesandter                                                         | Anastasio Somoza García                      | Kabinett Hitler                | Deutsches Reich 1933 bis 1945 | 13. Dez. 1941    |
| 13. Dez. 1941            | Schutzmacht Schweiz            |                                                                   | Anastasio Somoza García                      | Kabinett Hitler                | Deutsches Reich 1933 bis 1945 | 30. Apr. 1945    |
| 1957                     | Luis Arturo Molieri Orozco     | Außerordentlicher Gesandter und bevollmächtigter Minister         | Luís Somoza Debayle                          | Kabinett Adenauer III          | BRD                           | 1960             |
| 1963                     | Germán Castillo                | Kinderarzt                                                        | René Schick Gutiérrez                        | Kabinett Adenauer V            | BRD                           | 1963             |
| 1967                     | Diego Sirera Herrero           |                                                                   | Orlando Montenegro Medrano                   | Kabinett Kiesinger             | BRD                           | 1967             |
| 1967                     | Jaime Somarriba Salazar        |                                                                   | Lorenzo Guerrero Gutiérrez                   | Kabinett Kiesinger             | BRD                           | 1978             |
| 1979                     | Florencio A Mendoza Guillen    | General                                                           | Anastasio Somoza Debayle                     | Kabinett Schmidt II            | BRD                           | 1980             |
| 17. Sep. 1980            | Iván Mejia Solis               | bis 1988 auch Botschafter in Wien                                 | Junta de Gobierno de Reconstrucción Nacional | Kabinett Schmidt III           | BRD                           | 1983             |
| 1982                     | José Pasos Marciaq             |                                                                   | Junta de Gobierno de Reconstrucción Nacional | Kabinett Kohl I                | BRD                           |                  |
| 1983                     | Willibald Fredersdorff         | Geschäftsträger                                                   | Junta de Gobierno de Reconstrucción Nacional | Kabinett Kohl I                | BRD                           | 1983             |
| 1984                     | Heberto Incer-Moraga           |                                                                   | Junta de Gobierno de Reconstrucción Nacional | Kabinett Kohl II               | BRD                           |                  |
| 1988                     | Hernan Estrada Santamaria      |                                                                   | Daniel Ortega                                | Kabinett Kohl II               | BRD                           |                  |
| 1980                     | Álvaro Ramírez González        | [ 4 ]                                                             | Junta de Gobierno de Reconstrucción Nacional | Erich Honecker                 | DDR                           | 1985             |
| 1985                     | Rodrigo Cardenal Martínez      |                                                                   | Junta de Gobierno de Reconstrucción Nacional | Erich Honecker                 | DDR                           | 1990             |
| 1990                     | Heinz Boehmer Rodriguez        |                                                                   | Violeta Barrios de Chamorro                  | Kabinett Kohl III              | Deutschland                   |                  |
| 1996                     | José Dávila Membreño           |                                                                   | Violeta Barrios de Chamorro                  | Kabinett Kohl V                | Deutschland                   |                  |
| 6. Juli 1999             | Suyapa Indiana Padilla Tercero | [ 5 ]                                                             | Arnoldo Alemán                               | Kabinett Schröder I            | Deutschland                   |                  |
| 8. Jan. 2004             | Alberto José Altamirano Lacayo | (* 1950) 15. März 1997 – 19. August 1999: Geschäftsträger in Wien | Enrique Bolaños Geyer                        | Kabinett Schröder II           | Deutschland                   | 25. März 2006    |
| 2006                     | Álvaro Montenegro Mallona      | [ 7 ]                                                             | Daniel Ortega                                | Kabinett Merkel II             | Deutschland                   | 2007             |
| 2010                     | Karla Luzette Beteta Brenes    | Geschäftsträgerin a. i., Gesandte-Botschaftsrätin                 | Daniel Ortega                                | Kabinett Merkel II             | Deutschland                   |                  |
| 27. März 2019            | Tatiana Daniela Garcia Silva   |                                                                   | Daniel Ortega                                | Kabinett Merkel IV             | Deutschland                   | April 2024       |
| 30. Mai 2024             | Sabra Amari Murillo Centeno    | Botschafterin in Wien, in Deutschland nur nebenakkreditiert       | Daniel Ortega                                | Kabinett Scholz                | Deutschland                   |                  |